# NGC 4353
NGC 4353 = IC 3266 ist eine irreguläre Zwerggalaxie mit ausgedehnten Sternentstehungsgebieten vom Hubble-Typ IBm im Sternbild Jungfrau an der Ekliptik. Sie ist schätzungsweise 47 Millionen Lichtjahre von der Milchstraße entfernt und hat einen Durchmesser von etwa 10.000 Lichtjahren. Unter der Katalognummer VCC 688 ist sie als Mitglied des Virgo-Galaxienhaufens gelistet.
Im selben Himmelsareal befinden sich u. a. die Galaxien NGC 4334, NGC 4366, NGC 4370, IC 3271.
Das Objekt wurde im Jahre 1881 von dem deutsch-US-amerikanischen Astronomen Christian Heinrich Friedrich Peters entdeckt.